# کلیسای جامع استراسبورگ
کلیسای جامع استراسبورگ (به فرانسوی: Cathédrale de Strasbourg) یک کلیسای جامع کاتولیک در استراسبورگ در آلزاس واقع در کشور فرانسه می‌باشد. با وجود مولفه‌هایی از معماری رمانسک، این اثر نمونه‌ای از معماری گوتیک می‌باشد. بیشتر اعتبار ساخت این بنا را اروین فن اشتاینباخ در اختیار دارد که از ۱۲۷۷ میلادی تا زمان مرگش در ۱۳۱۸ میلادی به مشارکت در ساخت آن مشغول بود.
ارتفاع کلیسای جامع استراسبورگ ۱۴۲ متر است و از ۱۶۴۷ تا ۱۸۷۴ میلادی که کلیسای سنت نیکولاس هامبورگ ساخته شد بلندترین سازه جهان بوده‌است. امروزه کلیسای جامع استراسبورگ ششمین کلیسای بلند جهان است و از دید تاریخی بلندترین بنایی است که در قرون وسطی ساخته شده‌است.